# Klara gruva

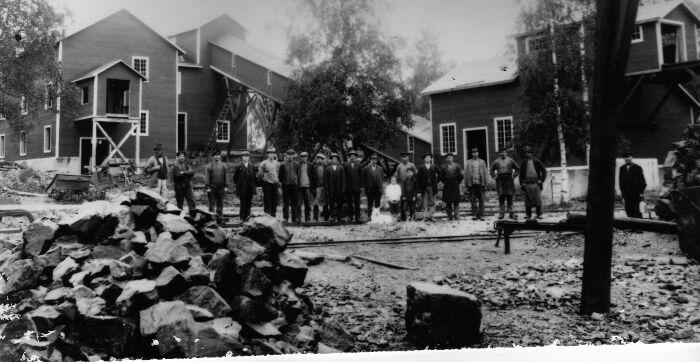
Arbetare vid Klara gruva någon gång i början av 1900-talet.

Klara gruva var en järnmalmsgruva i Vintrosa strax utanför Örebro. 
Gruvan innehåller svartmalm och blodsten som oregelbundna kroppar i kalksten och skarn. Fyndigheten täcks av ett nära 20 meter tjockt lager av kambrisk sandsten. Gruvorna bröts 1908–1926. Verksamheten upphörde 1927 men Ställbergsbolaget upptog provbrytning under 1950-talet.

## Bilder

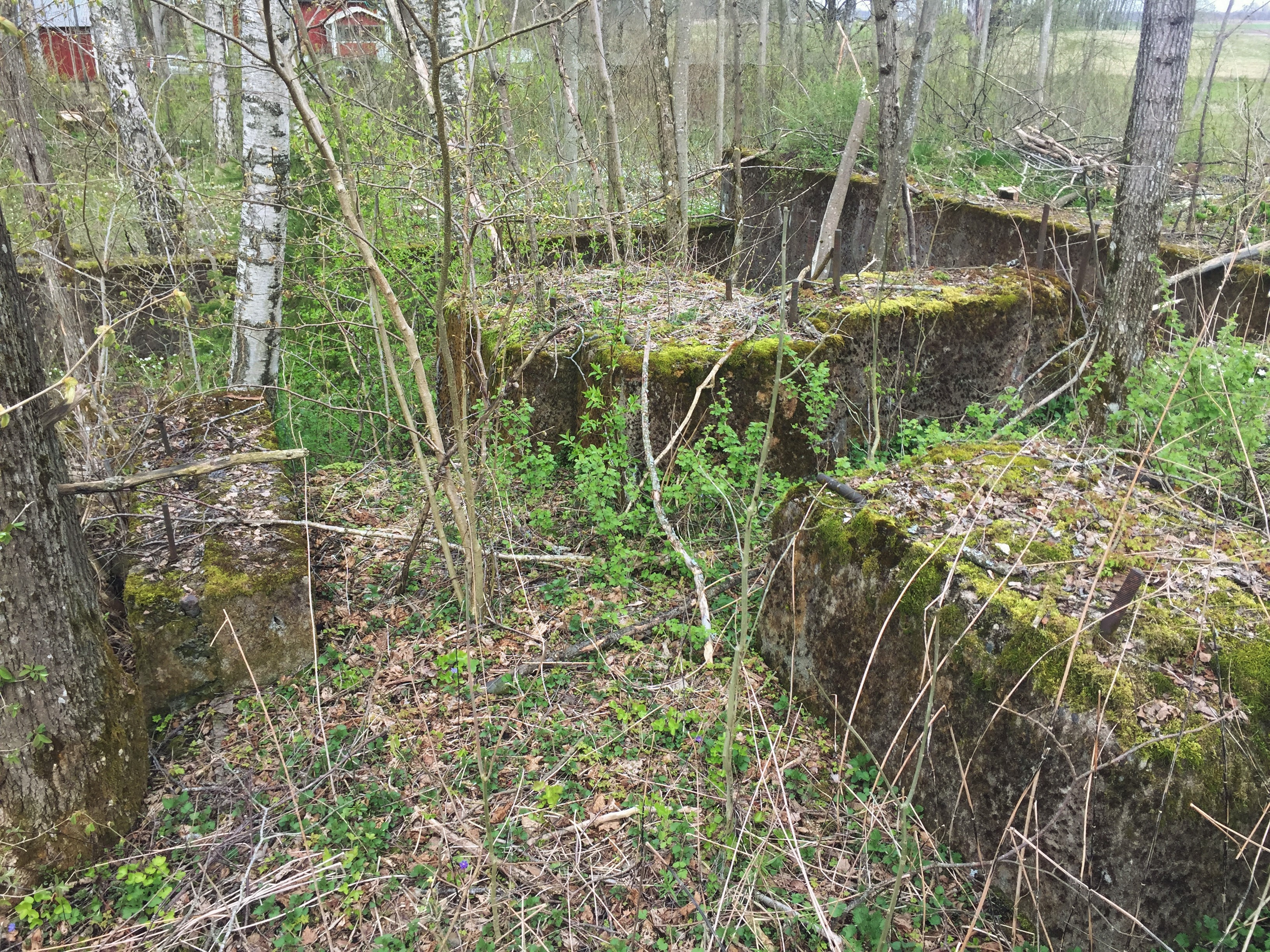
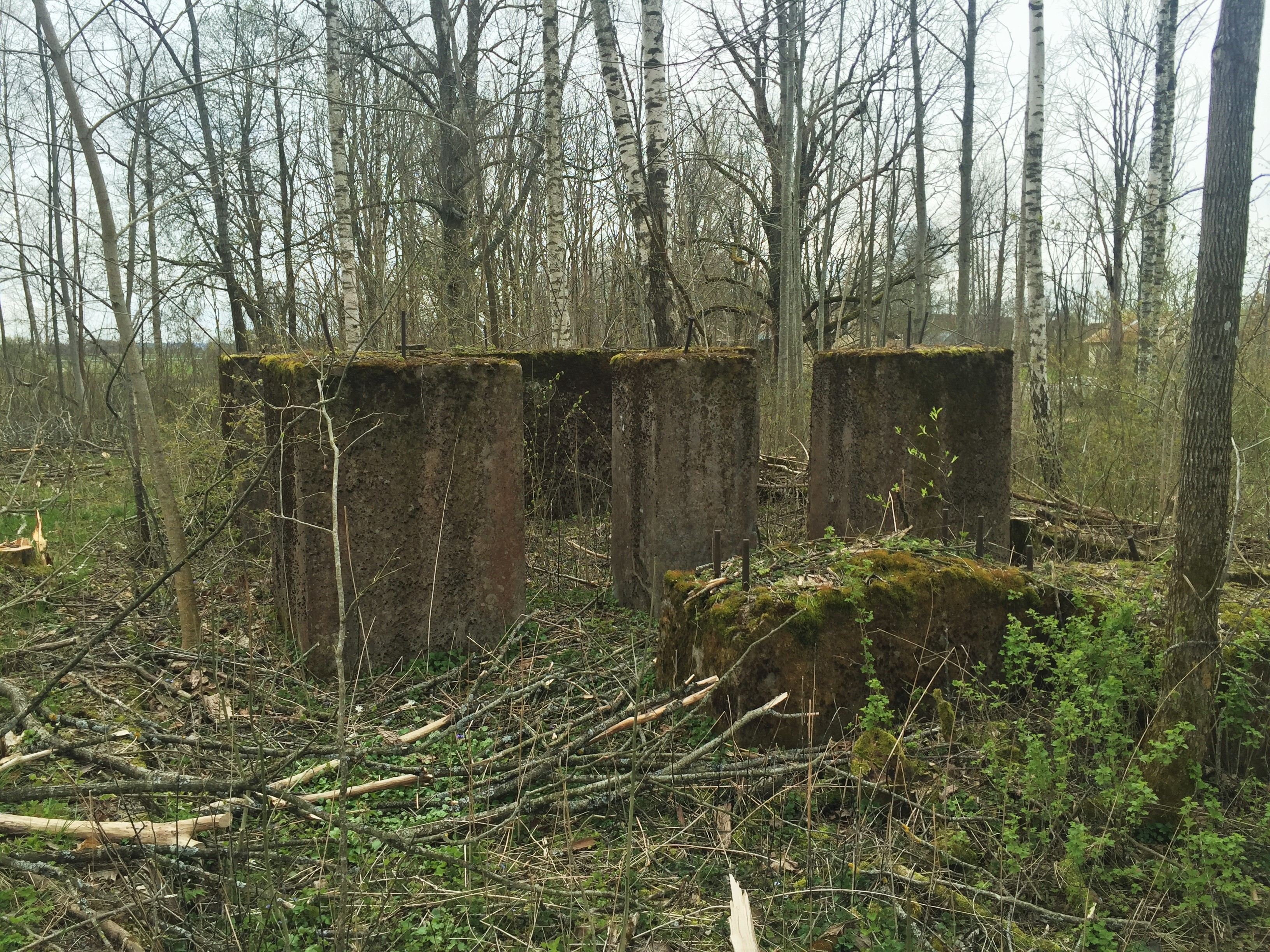
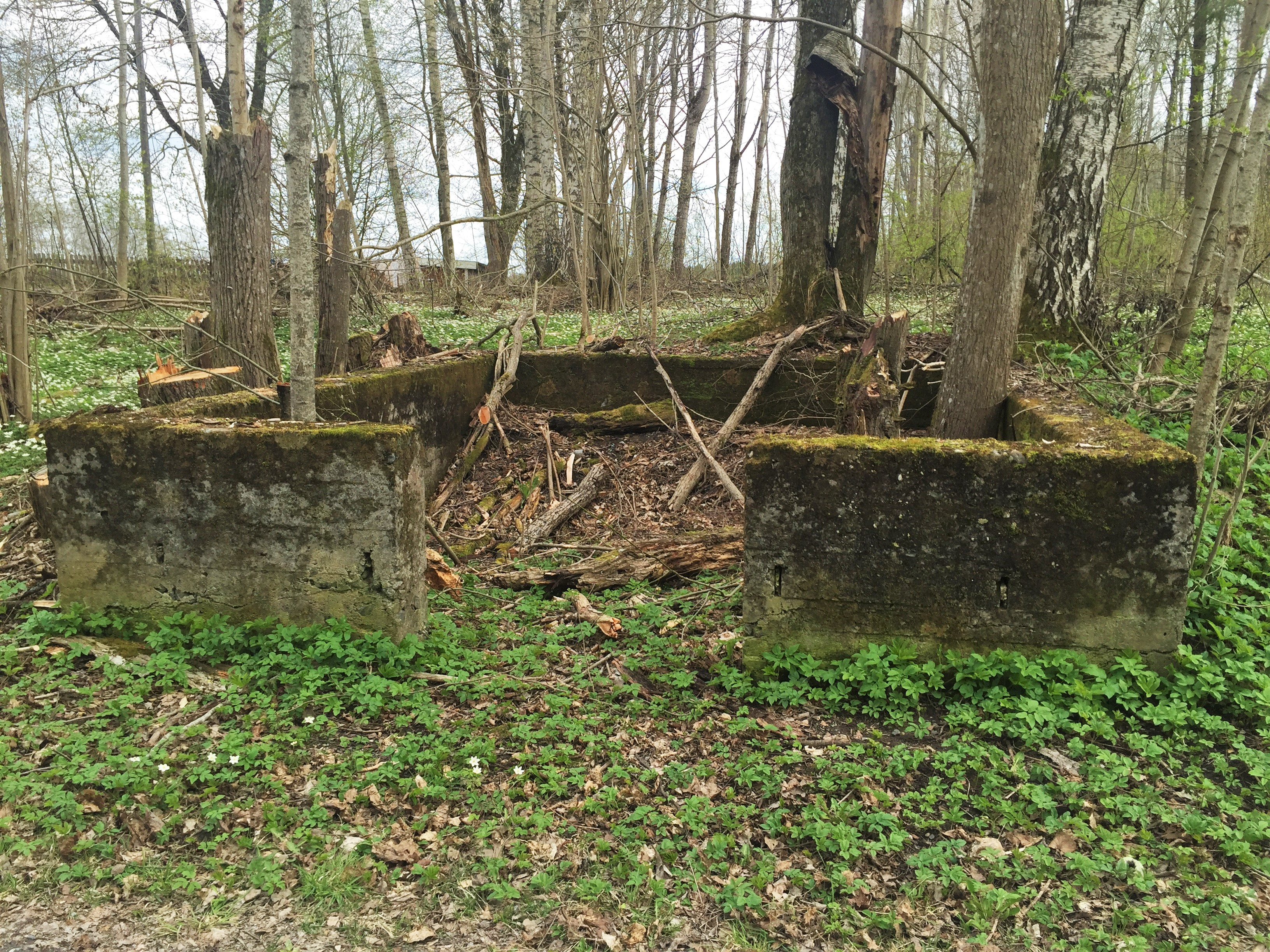

Klara gruva idag